# 中川辺駅

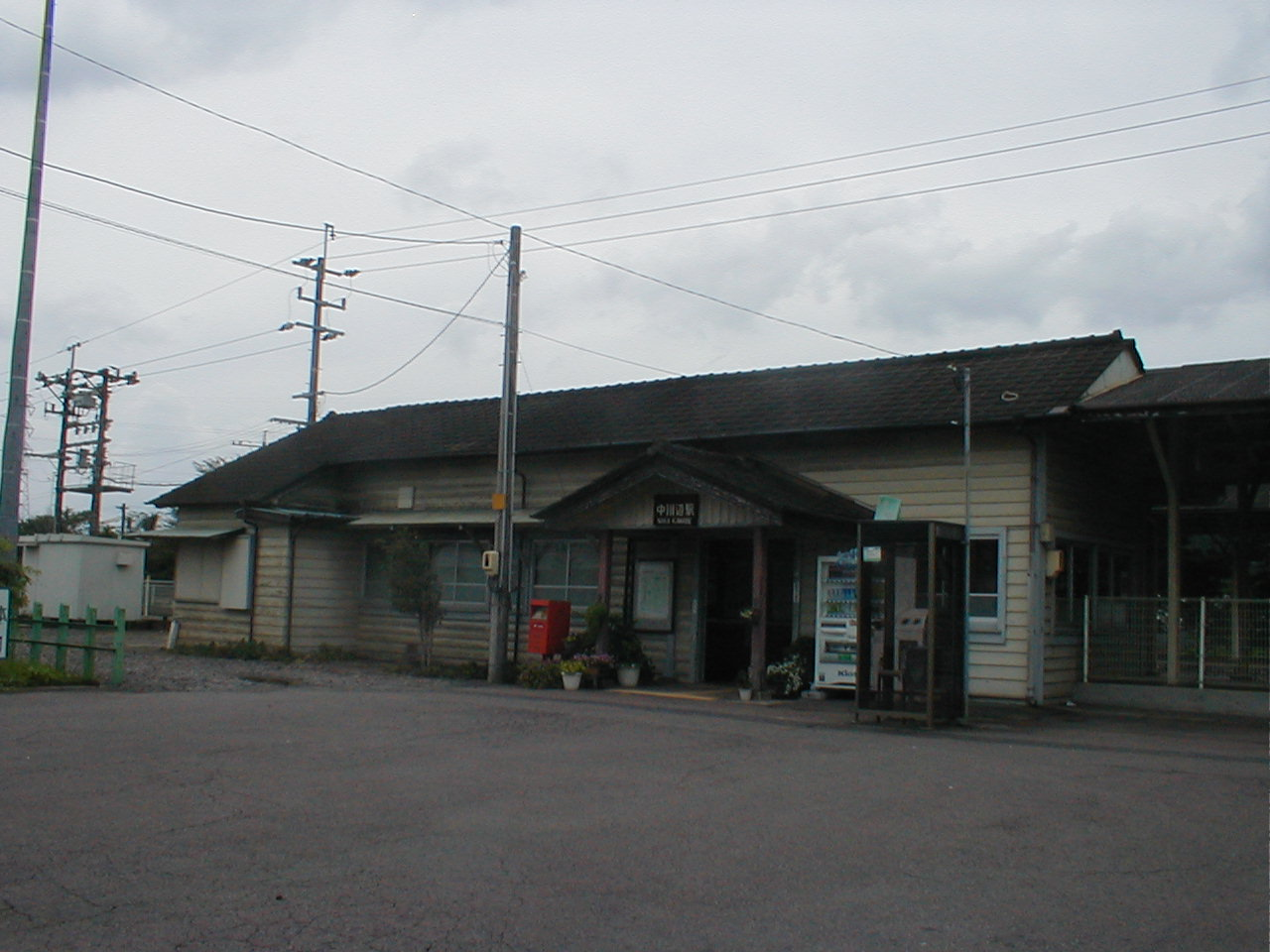
中川辺旧駅舎（2009年）

中川辺駅（なかかわべえき）は、岐阜県加茂郡川辺町中川辺にある、東海旅客鉄道（JR東海）高山本線の駅である。

## 歴史
- 1922年（大正11年）11月25日：高山線（1934年に高山本線へ改称）美濃太田 - 下麻生間延伸時に開業。旅客及び貨物の取扱を開始[2]。
- 1973年（昭和48年）4月20日：貨物の取扱を廃止[2]。
- 1984年（昭和59年）2月1日：荷物扱い廃止[2]。
- 1985年（昭和60年）4月1日：無人駅化[3]。ただししばらくの間、美濃太田駅からの出張扱いで乗車券を発売[3]。
- 1987年（昭和62年）4月1日：国鉄分割民営化により東海旅客鉄道（JR東海）の駅となる[2]。
- 2015年（平成27年）1月10日：新待合所が利用開始される。

## 駅構造
相対式ホーム2面2線を有する地上駅。二つのホームは跨線橋で結ばれる。美濃太田駅管理の無人駅であり、トイレや自動券売機などは設置されていない。
分岐器は、高速通過（110km/h）可能な両開き分岐器（Y字ポイント）に取り換えられている。

### のりば
| 番線 | 路線        | 方向 | 行先               |
| ---- | ----------- | ---- | ------------------ |
| 1    | CG 高山本線 | 上り | 美濃太田・岐阜方面 |
| 2    | CG 高山本線 | 下り | 下呂・高山方面     |

## 駅周辺

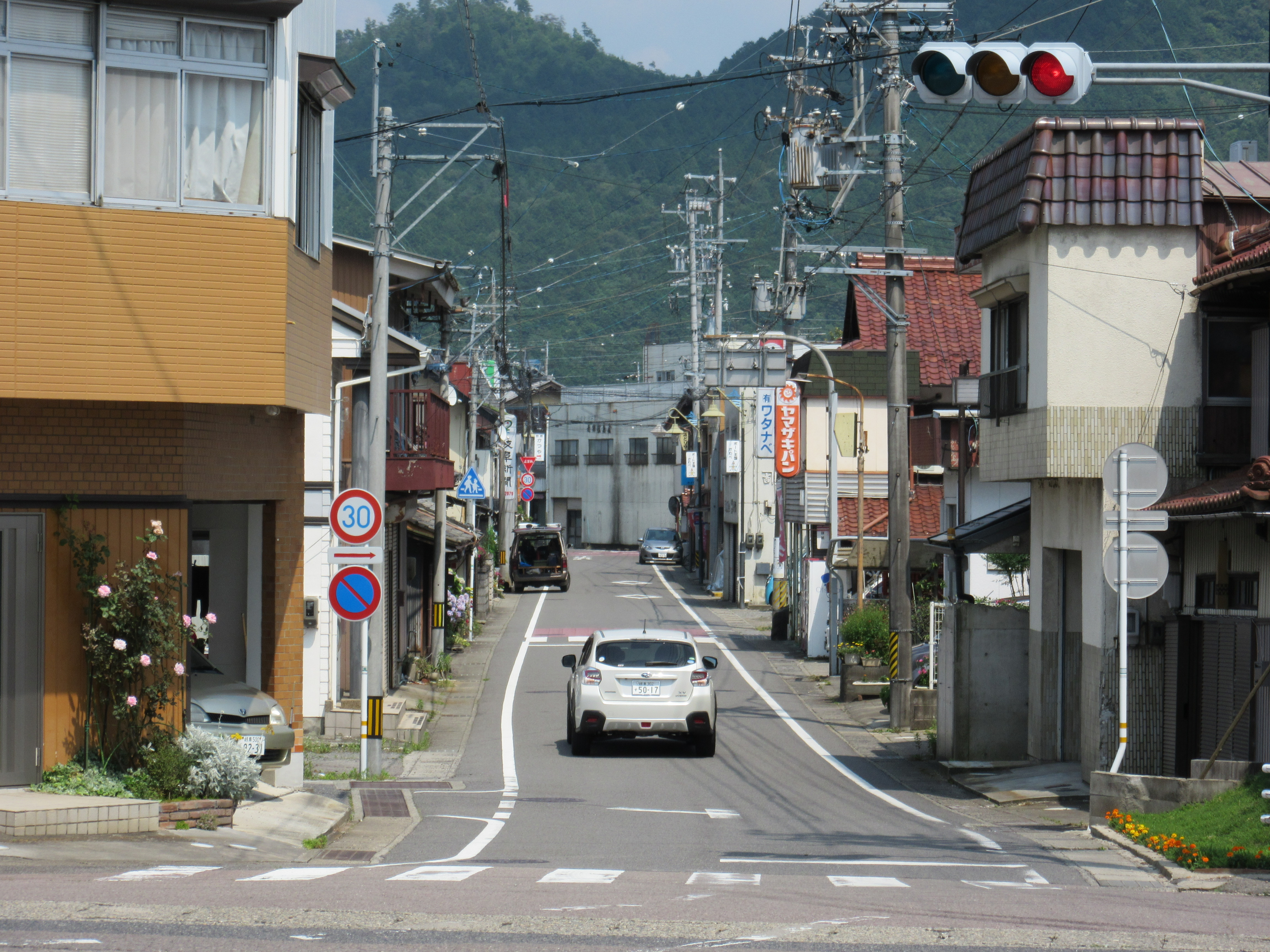
中川辺駅前

川辺町の中心地に近く、住宅や古くからの商店街がある。
- 川辺町役場
- 加茂警察署川辺交番
- 川辺町中央公民館
- ピアゴ川辺店
- 東濃信用金庫川辺支店
- 大垣共立銀行川辺支店
- 国道41号旧道（岐阜県道371号美濃加茂川辺線）
- 飛騨川

## バス路線
- 八百津町西部コミュニティバス - 八百津町のコミュニティバス。
- 川辺町福祉バス

## 隣の駅
東海旅客鉄道（JR東海）
CG 高山本線
古井駅 - 中川辺駅 - 下麻生駅